# Конституція України
Конститу́ція Украї́ни — Основний Закон України. Ухвалена 28 червня 1996 року на 5-й сесії Верховної Ради України 2-го скликання.
Конституція України набрала чинності з дня її прийняття. На згадку про прийняття Конституції в Україні щорічно святкують державне свято — День Конституції України 28 червня. Установою, відповідальною за офіційне тлумачення Конституції, є Конституційний Суд України.
З моменту її прийняття до Конституції України кілька разів вносилися суттєві зміни. У 2004 році були прийняті поправки, які суттєво обмежили повноваження президента, як політичний компроміс для проведення перевиборів на президентських виборах 2004 року. У 2010 році після приходу до влади президента Віктора Януковича ці зміни були скасовані на підставі рішення Конституційного Суду — дії, які опозиція широко розкритикувала як антиконституційний переворот. Після відсторонення Януковича за результатами Революції гідності у 2014 році зміни 2004 року були відновлені. Востаннє зміни до Конституції вносилися у 2019 році.

## Структура Конституції
Чинна Конституція України складається з 14 розділів. 166 статей зібрані в 13 розділів, а розділ ⅩⅤ містить 16 перехідних положень. Тексту Конституції передує Преамбула.
Розділ VII «Прокуратура» (статті 121—123) було виключено Законом України «Про внесення змін до Конституції України (щодо правосуддя)».
| Розділи | Назва                                                   | Статті                                        |
| ------- | ------------------------------------------------------- | --------------------------------------------- |
|         | Преамбула                                               |                                               |
| I       | Загальні засади                                         | 1—20                                          |
| II      | Права, свободи та обов'язки людини і громадянина        | 21—68                                         |
| III     | Вибори. Референдум                                      | 69—74                                         |
| IV      | Верховна Рада України                                   | 75—101                                        |
| V       | Президент України                                       | 102—112                                       |
| VI      | Кабінет Міністрів України. Інші органи виконавчої влади | 113—120                                       |
| VII     | Прокуратура                                             | розділ виключено у 2016 році                  |
| VIII    | Правосуддя                                              | 124—131² (у тому числі 129¹, 130¹, 131¹)      |
| IX      | Територіальний устрій України                           | 132—133                                       |
| X       | Автономна Республіка Крим                               | 134—139                                       |
| XI      | Місцеве самоврядування                                  | 140—146                                       |
| XII     | Конституційний Суд України                              | 147—153 (у тому числі 148¹, 149¹, 151¹, 151²) |
| XIII    | Внесення змін до Конституції України                    | 154—159                                       |
| XIV     | Прикінцеві положення                                    | 160—161                                       |
| XV      | Перехідні положення                                     | пункти 1—13, 15—16¹                           |

### Преамбула

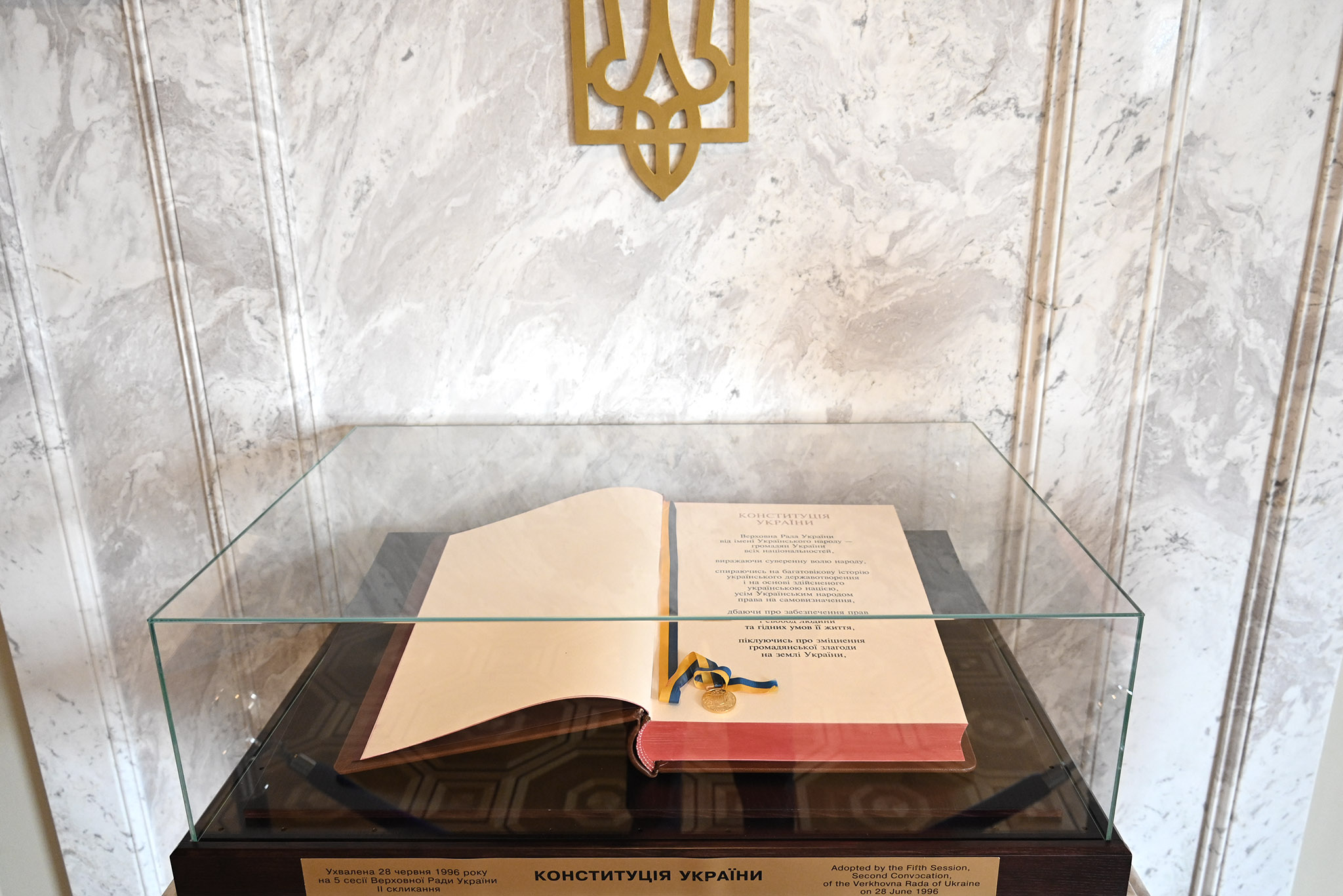
Конституція України

|  | Верховна Рада України від імені Українського народу — громадян України всіх національностей, виражаючи суверенну волю народу, спираючись на багатовікову історію українського державотворення і на основі здійсненого українською нацією, усім Українським народом права на самовизначення, дбаючи про забезпечення прав і свобод людини та гідних умов її життя, піклуючись про зміцнення громадянської злагоди на землі України та підтверджуючи європейську ідентичність Українського народу і незворотність європейського та євроатлантичного курсу України, прагнучи розвивати і зміцнювати демократичну, соціальну, правову державу, усвідомлюючи відповідальність перед Богом, власною совістю, попередніми, нинішнім та прийдешніми поколіннями, керуючись Актом проголошення незалежності України від 24 серпня 1991 року, схваленим 1 грудня 1991 року всенародним голосуванням, приймає цю Конституцію — Основний Закон України. |

### Основні положення
Конституція України ухвалена і введена в дію Верховною Радою України 28 червня 1996 року. Складається з преамбули та 14 розділів. У преамбулі підкреслюється, що ВР України ухвалює цю Конституцію — Основний Закон України від імені українського народу — громадян України всіх національностей.
У Конституції України передбачена досить жорстка процедура внесення до неї змін та доповнень. Для схвалення відповідних змін до різних її розділів вимагається від 2/3 до 3/4 голосів від конституційного складу ВРУ. Якщо ж зміни скасовують чи обмежують права й свободи людини і громадянина або спрямовані на ліквідацію незалежності чи загрожують територіальній цілісності держави, то Конституція України взагалі не може бути змінена (ст. 157).
З прийняттям Конституції України 1996 року втратили чинність Конституція 1978 і Конституційний договір між ВРУ та Президентом України від 8 червня 1995.

#### Державний лад
До основних положень Конституції України 1996 року належать норми, що визначають загальні засади державного ладу України. Згідно зі ст. 1, Україна є суверенною і незалежною, демократичною, соціальною, правовою державою. Демократична суть держави конкретизує ст.5, проголошуючи Україну республікою за формою правління, а також закріплюючи в українській державі принцип народовладдя. Народ визнається носієм суверенітету і єдиним джерелом влади.
Демократизм форм правління в Україні визначається й тим, що державна влада здійснюється на засадах її поділу на законодавчу, виконавчу та судову. Відповідні органи здійснюють свої повноваження у встановлених конституцією межах і відповідно до законів України.
Україна є соціальною державою. У ст. 3 конституції сформульовано принцип, за яким: «Людина, її життя і здоров'я, честь і гідність, недоторканність і безпека визнаються в Україні найвищою соціальною цінністю… Держава відповідає перед людиною за свою діяльність».
У «Загальних засадах» закріплено характеристику України як правової держави. Ст. 8 проголошує: «В Україні визнається і діє принцип верховенства права».
До основних положень, що містяться в «Загальних засадах», належить також визначення України як унітарної держави, територія якої є цілісною і недоторканною.
У «Загальних засадах» є норми щодо мовної політики. У ст. 10 проголошується: «Державною мовою в Україні є українська мова». Поряд з цим гарантується вільний розвиток, використання і захист російської та ін. мов національних меншин.
Конституція України 1996 визначає й основні напрями етнічної та культурної політики держави.
Важливими і послідовно демократичними настановами «Загальних засад» є ті, що визначають український народ як суб'єкт права власності на землю, її надра, повітря, водні та інші природні ресурси, які знаходяться в межах території України. Право користуватися природними об'єктами, що є власністю народу відповідно до закону, має кожний громадянин України.
Конституція України визначає правовий статус власності: «Власність зобов'язує. Власність не повинна використовуватися на шкоду людині і суспільству».
У конституції підкреслюється, що основним національним багатством України є земля, яка перебуває під особливою охороною держави, а також гарантується право власності на землю, яке набувається і реалізується тільки відповідно до закону.
У «Загальних засадах» встановлюються також основи національної безпеки та зовнішньополітичної діяльності України.
На території України забороняється створення і функціонування будь-яких збройних формувань, не передбачених законом, а також не допускається розташування іноземних військових баз.
Визначаючи спрямованість зовнішньополітичної діяльності держави, Конституція України 1996 робить наголос на забезпеченні національних інтересів та безпеки України шляхом підтримання мирного і взаємовигідного співробітництва з членами міжнародного співтовариства за загальновизнаними принципами й нормами міжнародного права.
Розділ «Загальні засади» завершується описом державних символів України — державного прапора, державного герба і державного гімну.

#### Права людини
У розділі «Права, свободи та обов'язки людини і громадянина» закріплено широкий спектр прав і свобод людини й громадянина, що охоплює всі без винятку права і свободи, які демократичною світовою спільнотою заведено вважати за відповідні гуманістичні стандарти в цій сфері суспільного і державного життя. Так, до особистих прав людини у Конституції України 1996 зараховано: право на вільний розвиток своєї особистості (ст. 23), невід'ємне право на життя (ст. 27), право на повагу до людської гідності (ст. 28), право на свободу й особисту недоторканність (ст. 29), право на недоторканність житла (ст. 30), право на таємницю листування, телефонних розмов, телеграфної та ін. кореспонденції (ст. 31), право на невтручання в особисте й сімейне життя (ст. 32), право на свободу пересування і вільний вибір місця проживання (ст. 33), право на свободу думки й слова (ст. 34), право на свободу світогляду і віросповідання (ст. 35).
До політичних прав зараховано право на об'єднання в партії політичні та громадські організації (ст. 36), право брати участь в управлінні державними справами, у всеукраїнських та місцевих референдумах, вільно обирати й бути обраним до органів державної влади та органів місцевого самоврядування (ст. 38), право на мирні збори, мітинги (ст. 39), право на звернення до органів державної влади, органів місцевого самоврядування та їхніх посадових і службових осіб (ст. 40).
У контексті економічних, соціальних та культурних прав людини і громадянина конституція передбачає право кожного володіти, користуватися й розпоряджатися своєю власністю, результатами своєї інтелектуальної, творчої діяльності (ст. 41), право на підприємницьку діяльність (ст. 42), право на працю (ст. 43), право на страйк для захисту своїх економічних. і соціальних інтересів (ст. 44), право на відпочинок (ст. 45), право на соціальний захист (ст. 46), право на житло (ст. 47), право на достатній життєвий рівень для себе і своєї сім'ї (ст. 48), право на охорону здоров'я (ст. 49), право на безпечне для життя й здоров'я довкілля (ст. 50), право, зумовлене гарантуванням вільної згоди на шлюб, а також охороною материнства, батьківства, дитинства і сім'ї (ст. 51, 52), право на освіту (ст. 53), право на свободу творчості та на результати своєї інтелектуальної, творчої діяльності (ст. 54).
Конституція України встановлює юридичні гарантії прав людини і громадянина. До них належить, зокрема, право на судовий захист громадянином своїх прав та свобод, а також право звертатися стосовно захисту своїх прав до Уповноваженого Верховної Ради України з прав людини, а «після використання всіх національних засобів правового захисту звертатися за захистом своїх прав і свобод до відповідних міжнародних судових установ чи до відповідних органів міжнародних організацій, членом або учасником яких є Україна» (ст. 55).

#### Конституційні органи
У Конституції України 1996 визначено конституційні органи України, їхній статус і повноваження.
Верховна Рада України, яка складається з 450 народних депутатів, є єдиним органом законодавчої влади в Україні, парламентом держави.
Президент України визначається конституцією як глава держави, який виступає від її імені. Він є гарантом державного суверенітету, територіальної цілісності України, додержання конституції, прав та свобод людини й громадянина.
Вищим органом у системі органів виконавчої влади є Кабінет Міністрів України. До центральних органів виконавчої влади належать міністерства, державні комітети та інші відомства загальнодержавного рівня.
Органами державної виконавчої влади на місцях є обласні, а також створені у містах Київ та Севастополь відповідні державні адміністрації.
Місцеві державні адміністрації зобов'язані постійно координувати свою діяльність з відповідними органами місцевого самоврядування, допомагати їм у задоволенні потреб територіальних громад, вирішенні актуальних питань життя.
Єдиним органом конституційної юрисдикції в Україні конституція визначила Конституційний Суд України, який «вирішує питання про відповідність законів та тих чи інших правових актів Конституції України і дає офіційне тлумачення Конституції України та законів України» (ст. 147).
Конституційні положення мають важливе значення для удосконалення та зміцнення системи правопорядку. Згідно з конституцією, правосуддя в Україні здійснюється тільки судами.
Судочинство провадиться Конституційним Судом України та судами загальної юрисдикції, останні організовуються за принципами територіальності й спеціалізації. Найвищим судовим органом у системі судів загальної юрисдикції є Верховний Суд України. Вищими судовими органами спеціалізованих судів є відповідні вищі суди.

#### Територіальний устрій
Конституція визначила територіальний устрій та органи місцевого самоврядування України. Відповідно до ст. 133 розділу «Територіальний устрій України» систему адміністративно-територіального устрою України складають: АР Крим, області, райони, міста, райони в містах, селища і села. До складу України входять: Автономна Республіка Крим, Вінницька область, Волинська область, Дніпропетровська область, Донецька область, Житомирська область, Закарпатська область, Запорізька область, Івано-Франківська область, Київська область, Кіровоградська область, Луганська область, Львівська область, Миколаївська область, Одеська область, Полтавська область, Рівненська область, Сумська область, Тернопільська область, Харківська область, Херсонська область, Хмельницька область, Черкаська область, Чернівецька область, Чернігівська область, міста Київ та Севастополь. Міста Київ та Севастополь мають спеціальний статус (державного підпорядкування), визначений відповідними законами України.
На розвиток і зміцнення демократичної, соціальної, правової держави спрямований закріплений у Конституції принцип, яким в Україні визнається і гарантується місцеве самоврядування.

### Зміни

#### Прийняті зміни
Конституція України, прийнята 1996 року, змінювалася 8 разів. Нижче подані нормативні акти, якими були внесені зміни до Конституції:
| № з/п | № акта     | Дата ухвалення | Назва документа | Дата попереднього схвалення | Дата набуття чинності змін | Примітки |
| ----- | ---------- | -------------- | --- | --------------------------- | -------------------------- | --- |
| 1     | 2222-IV    | 8.12.2004      | Закон України «Про внесення змін до Конституції України» | 23.06.2004                  | 01.01.2006                 | Закон визнано неконституційним згідно з Рішенням КСУ № 20-рп/2010 від 30.09.2010 року у зв'язку з порушенням конституційної процедури його розгляду та прийняття |
| 2     | 20-рп/2010 | 30.09.2010     | Рішення КСУ у справі за конституційним поданням 252 народних депутатів України щодо відповідності Конституції України (конституційності) Закону України «Про внесення змін до Конституції України» від 8 грудня 2004 року № 2222-IV (справа про додержання процедури внесення змін до Конституції України) | —                           | 30.09.2010                 | Визнано неконституційним закон № 2222-IV. Рішення офіційно є чинним, однак скасовані ним положення фактично були відновлені законом № 742-VII.                   |
| 3     | 2952-VI    | 1.02.2011      | Закон України «Про внесення змін до Конституції України щодо проведення чергових виборів народних депутатів України, Президента України, депутатів Верховної Ради Автономної Республіки Крим, місцевих рад та сільських, селищних, міських голів»                                                          | 19.11.2010                  | 04.02.2011                 | |
| 4     | 586-VII    | 19.09.2013     | Закон України «Про внесення змін до статті 98 Конституції України» | 20.06.2013                  | 06.10.2013                 | |
| 5     | 750-VII    | 22.02.2014     | Постанова ВРУ «Про текст Конституції України в редакції 28 червня 1996 року, із змінами і доповненнями, внесеними законами України від 8 грудня 2004 року № 2222-IV, від 1 лютого 2011 року № 2952-VI, від 19 вересня 2013 року № 586-VII»                                                                 | —                           | 22.02.2014                 | Тимчасова постанова до набрання чинності законом № 742-VII. Об'єднує зміни, внесені законами № 2222-IV, 2952-VI, 586-VII. Втратила чинність 2.03.2014            |
| 5     | 742-VII    | 21.02.2014     | Закон України «Про відновлення дії окремих положень Конституції України» | —                           | 02.03.2014                 | Фактично відновлені положення закону № 2222-IV. Об'єднує зміни, внесені законами № 2222-IV, 2952-VI, 586-VII                                                     |
| 6     | 1401-VIII  | 2.06.2016      | Закон України «Про внесення змін до Конституції України (щодо правосуддя)» | 2.02.2016                   | 30.09.2016                 | |
| 7     | 2680-VIII  | 7.02.2019      | Закон України «Про внесення змін до Конституції України (щодо стратегічного курсу держави на набуття повноправного членства України в Європейському Союзі та в Організації Північноатлантичного договору)»                                                                                                 | 22.11.2018                  | 21.02.2019                 | |
| 8     | 27-IX      | 3.09.2019      | Закон України «Про внесення змін до статті 80 Конституції України (щодо недоторканності народних депутатів України)» | 30.08.2019                  | 01.01.2020                 | |

Курсивом позначені нормативно-правові акти, які втратили чинність або не набули чинності.

#### Не прийняті зміни
Ще 8 законопроєктів про зміни до Конституції були попередньо схвалені, але не прийняті в цілому як закони або ветовані Президентом (з них два законопроєкти не розглядалися на наступній сесії після попереднього схвалення), ще 2 законопроєкти були попередньо схвалені і можуть бути розглянути на наступній сесії. Перелік законопроєктів наведено у таблиці нижче.
| Законопроєкт | Попереднє схвалення                         | Дата розгляду | Результат                      | Примітка |
| --- | ------------------------------------------- | ------------- | ------------------------------ | --- |
| № 0991 від 14.01.1998 про внесення змін до статті 98 Конституції України | 15.01.1998 20.05.1999 21.09.2000 24.05.2001 | 8.12.2004     | Вето Президента не подолано    | 25 березня 1999 року рішенням КСУ визнано таким, що не відповідає вимогам статті 157 Конституції України, положення проєкту Закону України «Про внесення змін до статті 98 Конституції України», згідно з яким парламентський контроль, що його від імені Верховної Ради України здійснює Рахункова палата, визначається як «вищий». У новій редакції прийнятий у третьому читанні 17 січня 2002 року, Президентом накладене вето. |
| № 5300 від 25.04.2000 про внесення змін до Конституції України за результатами всеукраїнського референдуму за народною ініціативою                                                                          | 13.07.2000                                  | 18.01.2001    | Не прийнято                    | |
| № 6254 від 1.12.2000 (№ 0937 від 14.05.2002) про внесення змін до Конституції України (щодо дострокового припинення повноважень народного депутата України, обраного за виборчим списком політичної партії) | 11.07.2001 20.02.2003                       | 20.02.2003    | Не прийнято                    | Законопроєкт не прийнято в цілому, згодом включено як поправку до 2222-IV |
| № 4105 від 4.09.2003 про внесення змін до Конституції України | 24.12.2003 3.02.2004                        | 8.04.2004     | Не прийнято                    | Законопроєкт не прийнято в цілому (набрав 294 голоси при необхідних 300) |
| № 3207-1 від 1.07.2003 про внесення змін до Конституції України | 8.12.2004 23.12.2005                        |               | Не розглянуто                  | Надано висновок КСУ, після чого законопроєкт не розглядався |
| № 4177 від 3.03.2010 про внесення змін до Конституції України (щодо строків повноважень Верховної Ради Автономної Республіки Крим, місцевих рад та сільських, селищних, міських голів)                      | 8.07.2010                                   | 6.09.2011     | Не включено до порядку денного | |
| № 2522а від 4.07.2013 про внесення змін до Конституції України щодо посилення гарантій незалежності суддів                                                                                                  | 10.10.2013                                  | 3.07.2014     | Не прийнято                    | |
| № 2217а від 1.07.2015 про внесення змін до Конституції України (щодо децентралізації влади) | 31.08.2015                                  |               | Не розглянуто                  | До кінця скликання не розглядався |
| № 1013 від 29.08.2019 про внесення змін до Конституції України (щодо скасування адвокатської монополії) | 14.01.2020                                  |               |                                | |
| № 1028 від 29.08.2019 про внесення зміни до статті 85 Конституції України (щодо консультативних, дорадчих та інших допоміжних органів Верховної Ради України)                                               | 14.01.2020                                  |               |                                | |

## Історія

### Історичні попередники
«Руська правда» за часів правління Ярослава Мудрого. Приблизно XI—XII ст.

#### «Конституція Пилипа Орлика»
«Договори і Постановлення Прав і вольностей Війська Запорозького» — договір гетьмана Війська Запорозького Пилипа Орлика зі старшиною та козацтвом Війська (від усієї старшини та козацтва конституцію Орлика підписав кошовий отаман Кость Гордієнко), який визначав права і обов'язки усіх членів Війська. Укладений 1710 року. Затверджений шведським королем Карлом XII. Написаний латиною і староукраїнською. Складається з преамбули та 16 статей. За оцінкою українських істориків є однією з перших європейських конституцій нового часу .Чинності не набула, оскільки була написана в умовах вигнання.

#### Конституції УНР і Української держави
Конституція Української Народної Республіки (Статут про державний устрій, права і вільності УНР) — основний закон УНР, прийнятий Центральною Радою 29 квітня 1918 року, в останній день існування Центральної Ради. В конституції наголошувалось, що вся влада в УНР «походить від народу», а її верховним органом мають стати Всенародні збори. Конституція утверджувала принцип верховенства парламенту, тобто парламентську республіку, проте не розкривала питань власності, кордонів, мови, державної символіки тощо.
Конституція Української Держави — комплекс документів, які визначали правові основи функціонування Української Держави.
У «Грамоті до всього українського народу» (29 квітня 1918) П. Скоропадський проголосив себе гетьманом всієї України та оголошував про розпуск Української Центральної Ради та всіх створених нею інституцій, а також земельних комітетів.
«Закони про тимчасовий державний устрій України» зосереджували всю повноту цивільної виконавчої, законодавчої та військової влади в руках гетьмана, запроваджували становий поділ населення на рівних у правах «козаків» та «громадян», визначали їх основні суспільні, політичні й економічні права. Вищу судову владу мав здійснювати призначуваний гетьманом Генеральний суд.

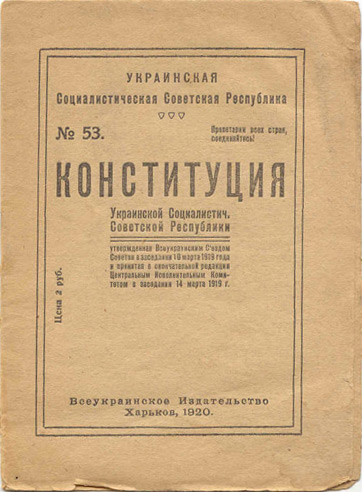
Конституція Української Соціалістичної Радянської Республіки 1919 р.

#### Конституції УРСР і СРСР
В Українській РСР у різний час діяло 4 конституції УРСР, що були ухвалені у 1919, 1929, 1938 та 1978 роках відповідно. До кожної з конституцій неодноразово вносилися зміни. Остання, четверта Конституція УРСР від 1978 року зі змінами продовжила діяти і в незалежній Україні. Водночас функціонування конституції Української РСР відбувалось в рамках конституцій СРСР 1924, 1936 та 1977 рр. які поширювались на території всіх союзних республік. 1991 року згідно статті 72 конституції СРСР, Україна вийшла зі складу союзу. А 19 червня 1992 року президент України Леонід Кравчук підписав закон про виключення згадок про СРСР (зокрема і Конституції СРСР) з конституції України 1978 р.
Після прийняття нової Конституції України в 1996 році конституція УРСР 1978 р. втратила чинність.
Внаслідок проведеної в 2022 році дерадянізації українського законодавства було підтверджено втрату чинності законодавчими актами радянського періоду крім положень, що не суперечать Конституції України і Закону України «Про правонаступництво України» та стосуються правовідносин, зазначених у підпункті 1 пункту 2 розділу II Закону України від 21 квітня 2022 року № 2215-IX.

### Конституційне регулювання в Україні після проголошення незалежності (1991–1996)
Після проголошення незалежності 24 серпня 1991 року в Україні продовжила діяти Конституція УРСР від 1978 року зі змінами. Змінами від 17 вересня 1991 року було формально затверджено її нову назву як «Конституція (Основний Закон) України».
8 червня 1995 року між Верховною Радою та Президентом України був укладений Конституційний Договір, що фактично виконував роль тимчасової конституції на період до ухвалення нової Конституції. Договором встановлювалося, що положення чинної Конституції 1978 відтепер мали діяти лише у частині, що узгоджується з Договором.
28 червня 1996 року Верховна Рада ухвалила нову Конституцію України. Одночасно втратили чинність Конституція 1978 та Конституційний Договір.

### Конституційний процес в Україні 1990—1996
24 жовтня 1990 року Верховна Рада УРСР утворила Комісію по розробці нової Конституції Української РСР і доручила їй створити робочі групи по підготовці окремих розділів проєкту Конституції, залучивши до них провідних вчених і фахівців з відповідних галузей знань. Тією ж постановою Верховна Рада доручила своїй президії подати на розгляд сесії Верховної Ради Української РСР у грудні 1990 року концепцію нової Конституції Української РСР.
1 листопада 1990 року на першому засіданні Комісії по розробці нової Конституції, яке вів тодішній Голова Верховної Ради Леонід Кравчук, було наголошено, що новий Основний Закон на конституційному рівні закріпить основні положення Декларації про державний суверенітет України і стане надійним фундаментом розбудови суверенної правової держави.
22 травня 1991 року Верховна Рада УРСР розглянула Концепцію нової Конституції України і доручила Комісії по розробці нової Конституції Української РСР доопрацювати Концепцію нової Конституції України і винести її на схвалення Верховною Радою Української РСР до 1 червня 1991 року.
19 червня 1991 року Верховна Рада схвалила Концепцію нової Конституції України і доручила Комісії підготувати проєкт нової Конституції України на основі цієї концепції та подати його на розгляд четвертої сесії Верховної Ради УРСР.
Після урочистого прийняття 24 серпня 1991 року Верховною Радою УРСР Акта проголошення незалежності України та його затвердження на всеукраїнському референдумі 1 грудня 1991 року Україна була визнана суверенною державою та повноцінним суб'єктом міжнародних відносин більшістю країн світу. Нагально постала потреба в конституційному закріпленні основ суспільного і державного ладу, прав і свобод людини і громадянина, порядку організації та функціонування органів державної влади та місцевого самоврядування молодої незалежної держави.
Перший проєкт Конституції, розроблений робочою групою Л. П. Юзькова, зазнав редакційних змін від 29 січня 1992 року і привернув серйозну увагу як вітчизняних, так і закордонних спеціалістів. Його обговорення проводилися 3–5 березня 1992 року на міжнародному семінарі у Празі, 3–5 липня в Києві на симпозіумі «Конституція незалежної України», а також на численних «круглих столах». Цей проєкт після відповідних доповнень та численних експертиз 5 червня 1992 року був ухвалений Конституційною комісією і винесений на розгляд Верховної Ради України. 1 липня 1992 року Верховна Рада України ухвалила постанову про винесення розробленого Конституційною комісією проєкту Конституції України до 1 листопада 1992 року на всенародне обговорення.
Утім, перший проєкт Конституції України, як і наступні конституційні проєкти, не був реалізований внаслідок перманентних протистоянь між Президентом України та Верховною Радою України на тлі тривалої соціально-економічної кризи в Україні.
Конституційний договір не вирішував проблему прийняття нової Конституції України. Уже 24 листопада 1995 року Конституційна комісія підтримала пропозицію Президента України й утворила нову робочу групу в складі чотирьох представників Верховної Ради України, чотирьох представників Президента України і двох представників від органів правосуддя для доопрацювання конституційного проєкту. Проєкт, розроблений першою робочою групою і доопрацьований другою робочою групою, був винесений на обговорення Конституційної комісії 12 березня 1996 року і рекомендований до розгляду Верховною Радою України. Вже 20 березня проєкт Конституції України був поданий на спеціальне засідання парламенту. Співголови Конституційної комісії Л. Кучма та О. Мороз, попри різницю поглядів і оцінок проєкту, були одностайні в прагненні якнайшвидшого прийняття Основного Закону.

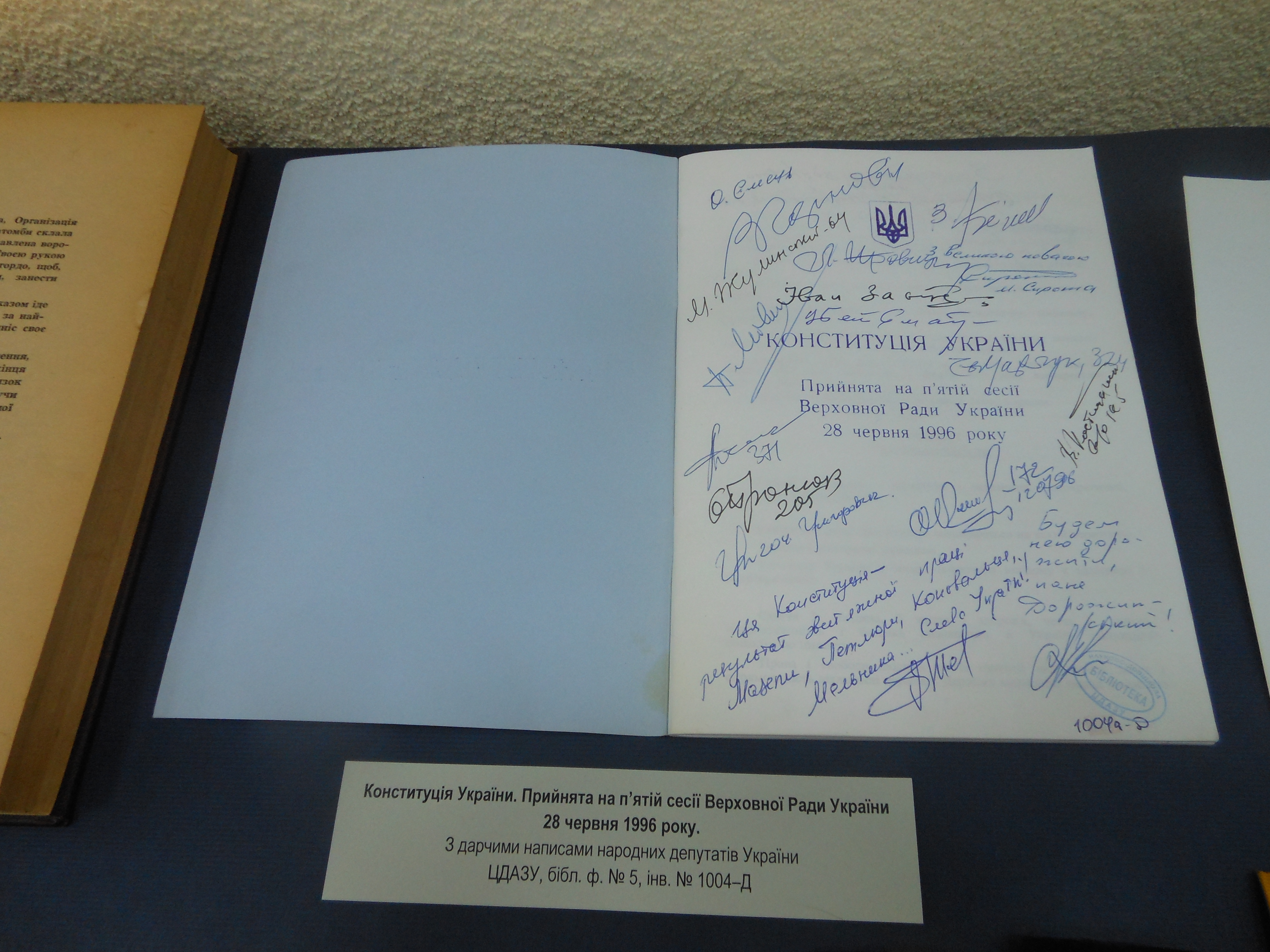
Конституція України з дарчими написами депутатів. З фондів ЦДАЗУ

Вже 2 квітня 1996 року Верховна Рада України винесла питання про проєкт Конституції України до порядку денного пленарних засідань, а 17 квітня розпочався його розгляд.
4 квітня 1996 року 10 депутатських фракцій (без соціалістів та комуністів) створили міжфракційну депутатську групу з розробки Конституції під керівництвом заступника голови Народного Руху України  О. В. Лавриновича. З 5 травня 1996 року — створена на її основі Тимчасова спеціальна комісія з доопрацювання проєкту Конституції України, в якій голову, на вимогу комуністів і соціалістів, було замінено з О. Лавриновича народним депутатом України М. Д. Сиротою.
28 травня — 4 червня 1996 року відбулося перше читання проєкту, а через два тижні й друге читання. Доопрацьований Тимчасовою спеціальною комісією проєкт Основного Закону був прийнятий Верховною Радою у першому читанні 4 червня (258 голосів — «за»). При підготовці до другого читання до проєкту Конституції України Тимчасова спеціальна комісія врахувала близько 6 тис. поправок до зазначеного акта.
Ситуація загострилася 26 червня 1996 року, коли Рада національної безпеки України і Рада регіонів при Президентові України виступили з різким засудженням будь-яких подальших зволікань з прийняттям нової Конституції України, оскільки такі зволікання загострюють соціально-економічну ситуацію в державі. Того ж дня Президент України видав указ про проведення всеукраїнського референдуму 25 вересня 1996 року щодо прийняття нової Конституції України, в основу якої було покладено варіант проєкту Основного Закону в редакції робочої групи від 11 березня 1996 року.
У відповідь на це Верховна Рада України прийняла 27 червня постанову «Про процедуру продовження розгляду проєкту Конституції України у другому читанні», відповідно до положень якої Погоджувальна рада депутатських фракцій і груп визначає нерозглянуті статті конституційного проєкту або їх окремі частини і подає пропозиції про їх «упереджуючий» розгляд. Парламент розглядає визначені Погоджувальною радою статті та їх окремі частини в редакції, запропонованій Тимчасовою спеціальною комісією, і приймає щодо них рішення згідно з Регламентом. У разі відхилення пропозиції Комісії голосуються альтернативні поправки до цієї пропозиції. В разі відхилення всіх поправок передбачалося вироблення узгоджувальної редакції її тексту з урахуванням поправок, що набрали найбільшу кількість голосів, Узгоджувальні пропозиції мали розроблятися Погоджувальною радою і передаватися до Тимчасової спеціальної комісії для опрацювання та внесення їх на розгляд парламенту.
Було також вирішено вести роботу в режимі одного засідання до прийняття нової Конституції України. 28 червня 1996 року о 9 год 18 хв після 24 годин безперервної роботи Верховна Рада України прийняла і ввела в дію Конституцію України («за» проголосували 315 народних депутатів). Після прийняття Конституції України Президент скасував свій указ про проведення всеукраїнського референдуму.
Одночасно Закон України «Про прийняття Конституції України та введення її в дію» від 28 червня 1996 року засвідчив втрату чинності Конституцією (Основним Законом) України від 20 квітня 1978 року з наступними змінами та доповненнями та Конституційним договором між Верховною Радою України та Президентом України про основні засади організації та функціонування державної влади і місцевого самоврядування в Україні у зв'язку з прийняттям Конституції України.

### Політична реформа 2004 року
Починаючи з 2003 року, політичні сили Віктора Януковича та Леоніда Кучми ініціювали конституційну реформу, суть якої полягала в ослабленні влади президента й передачі Верховній Раді права на формування уряду України. Опозиційні сили Ющенка та Тимошенко — рішуче виступали проти цієї реформи, оскільки були впевнені в перемозі свого кандидата на президентських виборах 2004 року.
Під час Помаранчевої революції політичні сили Кучми та Януковича поставили прийняття конституційної реформи як основної вимоги, в обмін на яку президент Кучма погоджувався на організацію повторного голосування Другого туру президентських виборів.
Для подолання гострої політичної кризи під час Помаранчевої революції, на вимогу політичних сил Віктора Януковича та Леоніда Кучми — 8 грудня 2004 року Верховна Рада ухвалила (403 голоси «за», зокрема вся фракція «Партії регіонів», але не голосували Віктор Ющенко та Юлія Тимошенко, фракція БЮТ принципово голосувала «проти») Закон України № 2222-IV «Про внесення змін до Конституції України» та (в пакеті до нього) про внесення змін до закону про вибори Президента (останні дозволили провести переголосування 2-го туру виборів Президента). Того ж дня Президент України Леонід Кучма підписав ці документи.
Закон на основі проєкту Симоненка—Медведчука про зміни до Конституції (про політичну реформу) передбачав перехід від президентсько-парламентської до парламентсько-президентської форми правління, формування уряду коаліцією депутатських фракцій, подовження терміну повноважень Верховної Ради до 5 років. Згідно з прикінцевими та перехідними положеннями закону, він мав набрати чинності з 1 вересня 2005 року в разі, якби на той час були ухвалені зміни до Конституції стосовно реформування системи місцевого самоврядування (законопроєкт 3207-1). Позаяк до 1 січня 2006 року ці зміни не були ухвалені, то (згідно з прикінцевими та перехідними положеннями) закон набув чинності самостійно з 1 січня 2006 року.
Після приходу до влади Віктора Януковича і Партії регіонів 30 вересня 2010 року Конституційний Суд України визнав таким, що не відповідає Конституції України, Закон «Про внесення змін до Конституції України» від 8 грудня 2004 року № 2222-IV у зв'язку з порушенням процедури його розгляду та прийняття. Згідно з рішенням КСУ відповідний закон № 2222 втрачає чинність з дня ухвалення Конституційним Судом цього рішення. Конституційний Суд України поновив чинність Конституції 1996 року та звернувся до органів державної влади з вимогою невідкладно узгодити українське законодавство з Основним Законом у редакції від 28 червня 1996 року.

### 2010 рік
30 вересня 2010 року Конституційний Суд України скасував дію конституційних реформ, що були прийняті в 2004 році. З цієї дати знову діяла Конституція 1996 року.
В «Окремій думці» до цього рішення Конституційного Суду — судді В. І. Шишкін та П. Б. Стецюк зазначили, що Конституційний Суд мав право визнати порушення в процедурі прийняття закону № 2222 (Конституційної реформи), але:
- Не мав прав на зміну «існуючого устрою влади в Україні», а повинен був лише доручити Верховній Раді ухвалити рішення про підтвердження «Конституційної реформи», або про її скасування. Бо зміни Конституції мають бути здійснені лише через голосування у Верховній Раді, адже існує «виключне право Верховної Ради України на „остаточне втручання“ в текст Конституції України, за винятком її положень розділів I, III, XIII, коли таке право належить безпосередньо Українському народу… Такий підхід випливає із положень частини другої статті 19 Конституції» (з окремої думки В. І. Шишкіна)[6].
- Конституційний Суд незаконно перебрав на себе функції Верховної Ради: «Конституційний Суд України… здійснивши конституційний перегляд існуючого устрою влади в державі, перебрав на себе повноваження установчої влади в державі (Верховної Ради і президента), що суперечить частині другій статті 19 Конституції України» (з окремої думки В. І. Шишкіна)[6].

Політики націонал-демократичного табору (насамперед Юлія Тимошенко) заявили, що Конституційний Суд за дорученням президента Януковича — здійснив антиконституційний переворот, внаслідок чого президент Янукович привласнив собі право на формування уряду (бо Верховна Рада 8 грудня 2004 року 403 голосами прийняла редакцію Конституції, згідно з якою уряд в 2006—2010 роках формувався парламентом). Але націонал-демократичні партії не змогли ефективно протидіяти вказаному рішенню Конституційного Суду, оскільки в ті часи в Україні активно розгорталися процеси, які в шести Постановах Європарламенту названі «політично вмотивоване судочинство» (див статті «Політичні репресії в Україні за президентства Януковича» та «Карні справи щодо соратників Тимошенко з 2010 року»).
Сумніви щодо легітимності вказаного рішення Конституційного Суду висловлюються відомими правниками навіть через декілька років.

### 2011 рік
1 лютого 2011 року Верховна Рада України прийняла Закон України № 2952-VI «Про внесення змін до Конституції України щодо проведення чергових виборів народних депутатів України, Президента України, депутатів Верховної Ради Автономної Республіки Крим, місцевих рад та сільських, селищних, міських голів», попередньо схвалений Верховною Радою України 19 листопада 2010 року. Закон набрав чинності 4 лютого 2011 року.

### 2013 рік
19 вересня 2013 року Верховна Рада України прийняла Закон України «Про внесення змін до статті 98 Конституції України» (щодо повноважень Рахункової палати), попередньо схвалений 20 червня 2013 року. Після підписання Президентом України та опублікування 5 жовтня у газеті «Голос України» закон набрав чинності з 6 жовтня 2013 року.

### 2014 рік
21 лютого 2014 року Верховна Рада України без рішення профільного комітету і без висновку Конституційного Суду прийняла закон № 742-VII «Про відновлення дії окремих положень Конституції України».
Наступного дня, враховуючи, що Закон про відновлення дії окремих положень Конституції України не був підписаний Президентом, парламент ухвалив постанову «Про текст Конституції України в редакції 28 червня 1996 року, із змінами і доповненнями, внесеними законами України від 8 грудня 2004 року № 2222-IV, від 1 лютого 2011 року № 2952-VI, від 19 вересня 2013 року № 586-VII».
1 березня 2014 року закон № 742-VII був опублікований у спецвипуску газети «Голос України» за підписом в.о. Президента Турчинова О. В., таким чином він набув чинності 2 березня 2014 року.
Таким чином, від 2 березня 2014 року є чинною Конституція України, прийнята на п'ятій сесії Верховної Ради України 28 червня 1996 року, зі змінами і доповненнями, внесеними законами України № 2222-IV від 8 грудня 2004 року, № 2952-VI від 1 лютого 2011 року, № 586-VII від 19 вересня 2013 року і № 742-VII від 21 лютого 2014 року.

### 2016 рік і надалі
У 2016 році було прийнято Закон України «Про внесення змін до Конституції України (щодо правосуддя)».
На початку 2019 року до Конституції були внесені зміни, які серед іншого закріпили стратегічний курс України на набуття повноправного членства в Європейському Союзі та НАТО. Після приходу до влади президента Володимира Зеленського та парламентської більшості його політичної партії «Слуга народу» були внесені зміни до Конституції, ініційовані ще за попереднього президента Петра Порошенка, які обмежили недоторканність депутатів Верховної Ради України.
У 2022 році, з початком повномасштабного російського вторгнення, в Україні був введений воєнний стан, під час якого вносити зміни до Конституції заборонено.

## Вшанування

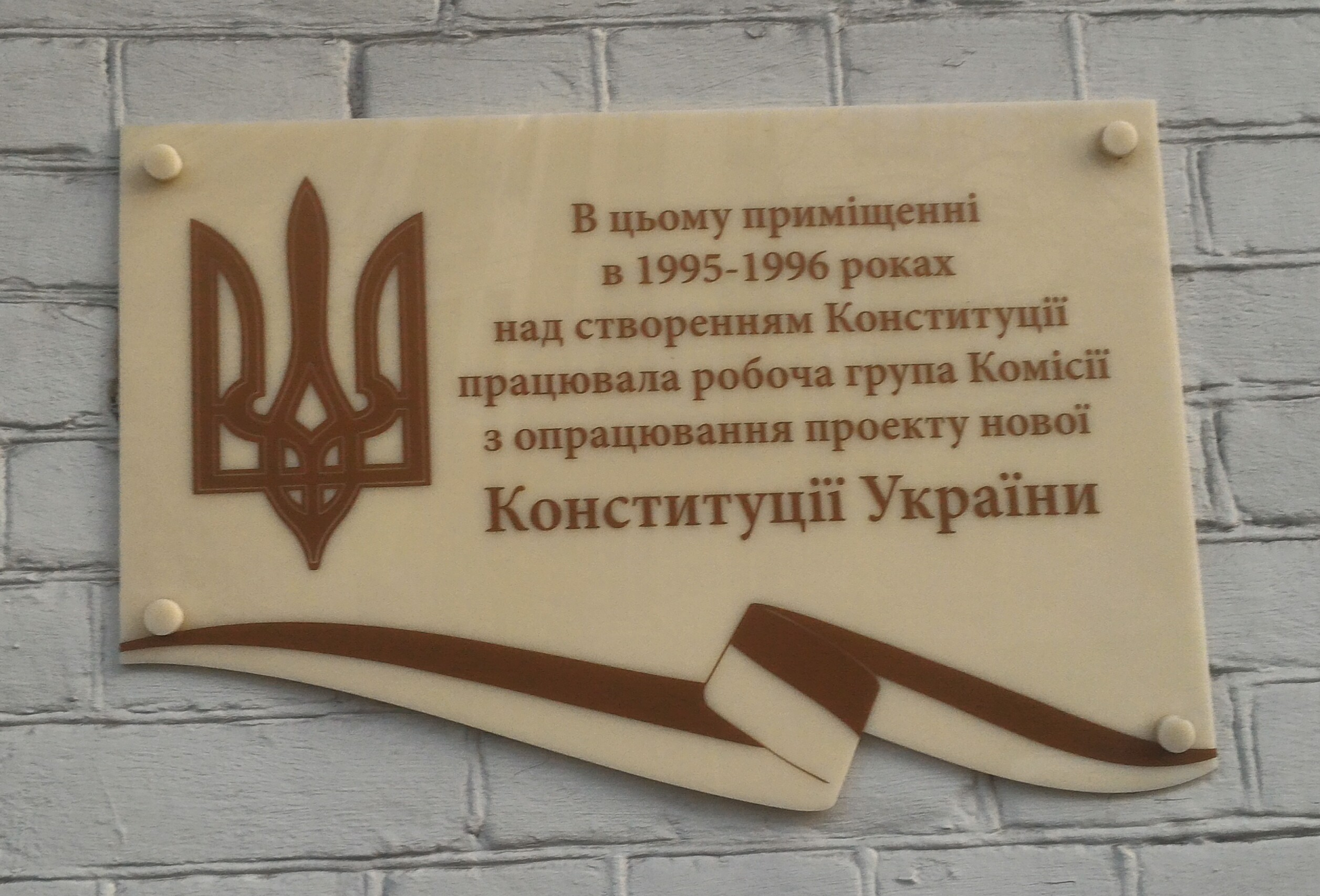
Дошка по вул. Саксаганського, 41 на вході до юридичного агентства «Лавринович і партнери»
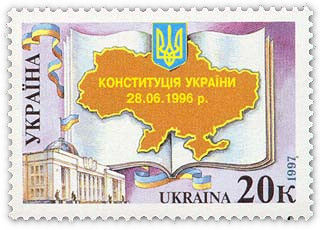
Поштова марка, присвячена Конституції
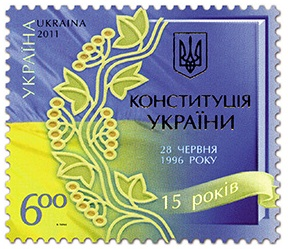
Поштова марка, присвячена 15-річчю Конституції
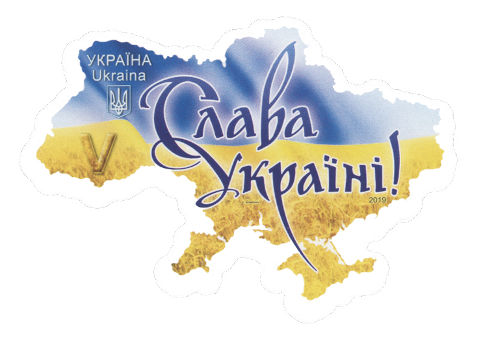
Поштова марка № 1759 «Слава Україні», присвячена 23-річчю Конституції
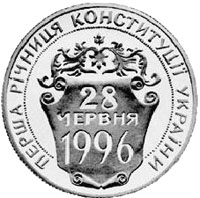
Пам'ятна монета "Перша річниця Конституції України" номіналом 2 гривні  (1997 рік)
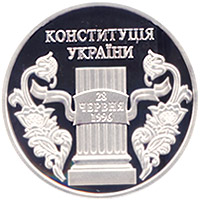
Монета "10 років Конституції України"
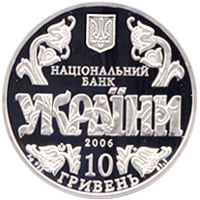
Срібна монета "10 років Конституції України"
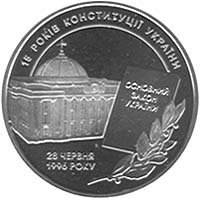
Монета "15 років Конституції України"
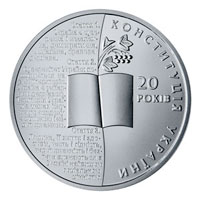
Монета "20 років Конституції України"
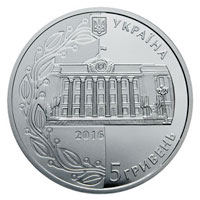
Срібна монета "20 років Конституції України"
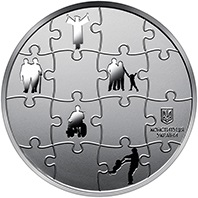
Срібна монета "25 років Конституції України"